# Henric Westin

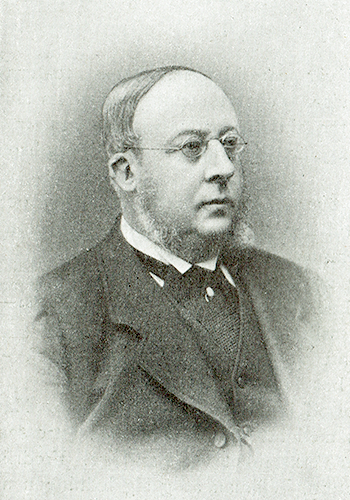
Henric Westin.

Henric Laurentius Westin, född den 6 oktober 1824 i  Stockholm, död den 10 april 1899 i Göteborg, var en svensk teaterledare, författare, översättare och ämbetsman.

## Biografi
Föräldrar var fabrikören och kaptenen infanteriet Anders Westin (1779-1840) och Christina Elisabeth Westman. Westin blev 1842 student vid Uppsala universitet, där han var med i Juvenalernas krets. Westin avlade 1845 hovrätts- och kameralexamen, och befordrades efter tjänstgöring i kämnärs- och rådhusrätterna i Stockholm samt i Svea hovrätt 1853 till fiskal i Svea hovrätt och 1856 till assessor. 
År 1859 utnämndes han till landssekreterare i Göteborgs och Bohus län, samtidigt som han blev en framträdande person i Göteborgs umgängesliv. I april 1881 förordnades Westin (med titeln överintendent) till chef för Kungl. Maj:ts hovkapell och teatrar (Operan och Dramaten), en befattning som han innehade till juli 1883, då han återgick till sin landssekreterartjänst och avböjde samtidigt ett erbjudande om att bli landshövding på Gotland.
Den konstnärliga ledningen av de kungliga teatrarna under Westins chefskap var utmärkt, och stor energi ägnades i synnerhet åt operan, där man satte upp nya stycken som blev långvariga på repertoaren (till exempel "Konung för en dag", "Nordens stjärna" och "Mefistofeles"), men hans tvååriga ledarskap innebar inga ekonomiska framgångar.
Westin var ledamot av den s.k. vägkommitten (1880) och av kommittén för avgivande av förslag till nybyggnad för riksdags-, bank- och teaterhus (1883), samt från 1866 ledamot och från 1884 vice ordförande i direktionen över Göteborgs hospital och även ledamot i direktionen för Göteborgs och Bohus läns sparbank. 
Som översättare framträdde Westin med ett flertal verk. Hans originalarbete En resa till Italien år 1865 utkom först 1919 (med förord av Sven Hedin).
År 1885 blev han ledamot av Kungliga Vetenskaps- och Vitterhets-Samhället i Göteborg och dess ordförande 1888-1890. Han blev riddare av Nordstjärneorden 1869 och kommendör av första klassen av Vasaorden 1886. 
Westin var gift med Margret Gibson och de fick fyra söner och en dotter.

### Översättningar
- Gondinet, Edmond (1899). Un Parisien = En parisare : comédie en trois actes = komedi i 3 akter. [Stockholm]: [Vasateatern]. Libris 14968752
- Öfversättningar från främmande författare. Göteborg: N. P. Pehrsson. 1885-1889. Libris 2245360
  -  1, Ruy Blas : dram i fem akter / Victor Hugo. 1885. Libris 2245361
  -  2, Jocelyn /  Alphonse de Lamartine ; Abels död / Caspar Paludan-Müller ; Pratmakaren ; Adonis ; Cæsars död. 1885. Libris 2245362
  -  3, Marion Delorme : dram i 5 akter / Victor Hugo. 1886. Libris 2245363
  -  4, Afrika : episk dikt / Francesco Petrarca. 1889. Libris 2245364